# James Key Caird
Sir James Key Caird (Dundee, 7 de Janeiro de 1837 – 6 de Março de 1916) foi um empresário de juta, matemático e filantropo escocês. Foi um dos mais bem-sucedidos empresários da cidade de Dundee. Foi um dos principais patrocinadores da Expedição Transantártica Imperial entregando 24 000 libras a Ernest Henry Shackleton, líder da expedição, depois de este lhe ter pedido apenas 50 libras.

## Biografia
James Caird nasceu em Dundee filho de Edward Caird (1806–1889) que tinha fundado a empresa Caird (Dundee) Ltd, em 1832. O negócio inicial tinha por base 12 teares em Ashtown Works. O Caird mais velho foi um dos primeiros fabricantes de têxteis a tecer tecido com juta.

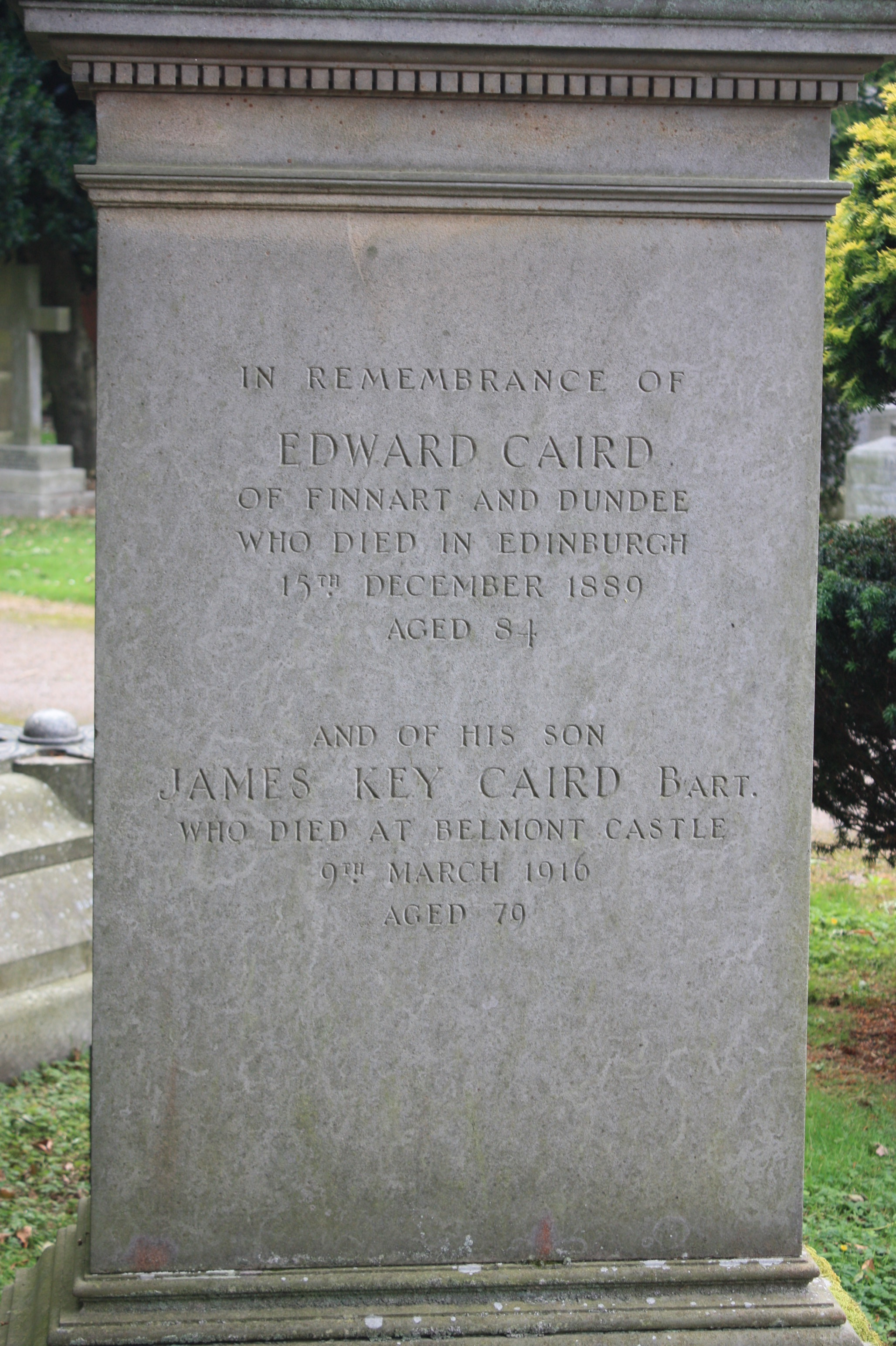
Sepultura no Cemitério de Dean

Em 1870, com 33 anos, James Caird sucede a seu pai na liderança da Caird (Dundee) Ltd. Sob a sua gestão, a Ashton Works foi modificada, alargada e equipada com as máquinas mais recentes. Em 1905, comprou a Craigie Works, que tinha sido sua fornecedora de fio. Em conjunto, empregavam 2 000 empregados, a grande maioria da população trabalhadora de Dundee O The Dundee Advertiser noticiou que Caird era um bom empregador que geria um negócio eficaz e que era "um modelo de bem-estar para os trabalhadores".
James Caird acumulou uma fortuna bastante significativa com os seus negócios e reinvestiu-a, na grande maioria, na sua cidade-natal. Ofereceu a Caird Hall, no centro da cidade, e o Parque Caird, a norte. A Marryat Hall, oferecida pela sua irmã Emma Grace Marryat, está ligada a Caird Hall. No total, entre 1895 e 1914, James Caird entregou 240 940 libras em donativos a várias instituições e organizações em Dundee e fora. Em 1902, Caird doou 18 500 libras ao Real Enfermaria de Dundee, para que construíssem um hospital para o tratamento do cancro. Também entregou 1 000 por ano, durante cinco anos, para financiar um fundo de pesquisa "para esta misteriosa doença." O hospital abriu em 1906, e recebeu os primeiros doentes em Janeiro do ano seguinte.
Caird ficou conhecido pelo seu interesse em prestar apoio financeiro a pesquisas científicas. Em 1913, entregou à Royal Society um cheque de 5 000 libras, para ser utilizado na pesquisa física. Também deu à Universidade de Dundee ideias para um laboratório de Física, mas a oferta foi rejeitada pelo Concelho da Escola, em 1905.
Caird financiou a expedição de  Ernest Shackleton à Antártida entre 1914 e 1916, no navio Endurance e, o barco onde Shackleton e outros cinco homens fizeram uma viagem histórica de 1 500 km desde a Ilha Elefante até à Geórgia do Sul, recebeu o nome de Caird, em agradecimento à sua contribuição.
Em 1873, Caird casou-se com Sophy Gray (1843–82), cunhada do pintor John Everett Millais. A sua saúde mental era fraca, e Caird parece ter negligenciado esse facto. Tiveram uma filha, Beatrix Ada (1874–88).
Morreu na sua casa de Perthshire, o Castelo Belmont perto de Meigle, que tinha comprado depois da morte do anterior dono Sir Henry Campbell-Bannerman.